# Delia longicercula
Delia longicercula är en tvåvingeart som beskrevs av Judin 1976. Delia longicercula ingår i släktet Delia och familjen blomsterflugor. Inga underarter finns listade i Catalogue of Life.